# PLY
PLY (ang. Python Lex-Yacc) – narzędzie służące do tworzenia kompilatorów oraz translatorów z opisu gramatyki zawierającego akcje w języku Python. Autorem jest David Beazley.

## Cechy
Zasadniczo PLY to bezpośrednia implementacja idei programów Lex oraz Yacc w języku Python
- Implementacja całowicie w Pythonie
- Używa parsera LR cechującego się rozsądną wydajnością oraz dobrą wsparciem dużych gramatyk.
- PLY obsługuje większość standardowych możliwości lex/yacc włączając w to reguły pierwszeństwa, usuwanie błędów, obsługę niejednoznacznych gramatyk i pustych wyrażeń.

## Przykład
Poniższy przykład, pochodzący z dokumentacji PLY, zawiera implementację prostego kalkulatora operującego na liczbach całkowitych.
```
import
 
ply.lex
 
as
 
lex

import
 
ply.yacc
 
as
 
yacc

# Lex

tokens
 
=
 
(

   
'NUMBER'
,

   
'PLUS'
,

   
'MINUS'
,

   
'TIMES'
,

   
'DIVIDE'
,

   
'LPAREN'
,

   
'RPAREN'
,

)

t_PLUS
 
=
 
r
'\+'

t_MINUS
 
=
 
r
'-'

t_TIMES
 
=
 
r
'\*'

t_DIVIDE
 
=
 
r
'/'

t_LPAREN
 
=
 
r
'\('

t_RPAREN
 
=
 
r
'\)'

def
 
t_NUMBER
(
t
):

    
r
'[-+]?\d+'

    
try
:

         
t
.
value
 
=
 
int
(
t
.
value
)

    
except
 
ValueError
:

         
print
 
"Line 
%d
: Number 
%s
 is too large!"
 
%
 
(
t
.
lineno
,
t
.
value
)

         
t
.
value
 
=
 
0

    
return
 
t

def
 
t_newline
(
t
):

    
r
'\n+'

    
t
.
lexer
.
lineno
 
+=
 
len
(
t
.
value
)

t_ignore
 
=
 
' 
\t
'

def
 
t_error
(
t
):

    
print
 
"Illegal character '
%s
'"
 
%
 
t
.
value
[
0
]

    
t
.
lexer
.
skip
(
1
)

# Yacc

def
 
p_expression_plus
(
p
):

    
'expression : expression PLUS term'

    
p
[
0
]
 
=
 
p
[
1
]
 
+
 
p
[
3
]

def
 
p_expression_minus
(
p
):

    
'expression : expression MINUS term'

    
p
[
0
]
 
=
 
p
[
1
]
 
-
 
p
[
3
]

def
 
p_expression_term
(
p
):

    
'expression : term'

    
p
[
0
]
 
=
 
p
[
1
]

def
 
p_term_times
(
p
):

    
'term : term TIMES factor'

    
p
[
0
]
 
=
 
p
[
1
]
 
*
 
p
[
3
]

def
 
p_term_div
(
p
):

    
'term : term DIVIDE factor'

    
p
[
0
]
 
=
 
p
[
1
]
 
/
 
p
[
3
]

def
 
p_term_factor
(
p
):

    
'term : factor'

    
p
[
0
]
 
=
 
p
[
1
]

def
 
p_factor_num
(
p
):

    
'factor : NUMBER'

    
p
[
0
]
 
=
 
p
[
1
]

def
 
p_factor_expr
(
p
):

    
'factor : LPAREN expression RPAREN'

    
p
[
0
]
 
=
 
p
[
2
]

def
 
p_error
(
p
):

    
print
 
"Syntax error in input!"

if
 
__name__
 
==
 
'__main__'
:

    
lex
.
lex
()

    
yacc
.
yacc
()

    
while
 
1
:

        
try
:

            
s
 
=
 
raw_input
(
'calc > '
)

        
except
 
EOFError
:

            
break

        
if
 
not
 
s
:
 
continue

        
result
 
=
 
yacc
.
parse
(
s
)

        
print
 
result

```